# Alessandro Abbio
Alessandro Abbio (* 13. März 1971 in Racconigi) ist ein ehemaliger italienischer Basketballspieler.

## Werdegang
Mit Turin spielte Abbio von 1988 bis 1994 in der zweithöchsten Liga Italiens, gefolgt vom Wechsel zu Virtus Bologna. Hier hatte er seine erfolgreichste Zeit auf Vereinsebene, gewann zweimal die Euroleague sowie drei italienische Meistertitel und dreimal den Pokalwettbewerb. 1999 (Euroleague) und 2000 (Saporta-Cup) stand er mit Bologna in weiteren Europapokalendspielen, die aber verloren wurden.
Abbio wurde nach dem Ende seiner Spielerlaufbahn Trainer, 2020 übernahm er bei Virtus Bologna die Leitung der Nachwuchsarbeit.

### Nationalmannschaft
Abbio kam auf 150 Länderspiele. Sein größter Erfolg war der Gewinn der Europameisterschaft 1999, in deren Verlauf er durchschnittlich 5,8 Punkte je Turnierspiel erzielte. 2000 nahm er an den Olympischen Sommerspielen teil. Er war 1993 und 1998 Weltmeisterschaftsteilnehmer, 1995 und 1997 gehörte er ebenfalls zu Italiens EM-Aufgeboten.

### Erfolge
- Europameister 1999
- Silbermedaille Europameisterschaft 1997
- Sieger der Goodwill Games 1994
- U18-Europameister 1990
- Euroleague-Sieger 1998, 2001
- Italienischer Meister 1995, 1998, 2001
- Italienischer Pokalsieger 1997, 1999, 2001, 2002